# سی جت
سی جت (به انگلیسی: Sea Jet) یک کشتی است که طول آن ۱۳۳ فوت (۴۱ متر) می‌باشد. این کشتی در سال ۲۰۰۵ ساخته شد.